# 1465.
◄ | 14. stoljeće | 15. stoljeće | 16. stoljeće | ►
◄ | 1430-ih | 1440-ih | 1450-ih | 1460-ih | 1470-ih | 1480-ih | 1490-ih | ►
◄◄ | ◄ | 1462. | 1463. | 1464. | 1465. | 1466. | 1467. | 1468. | ► | ►►
Arhitektura • Astronomija • Glazba • Knjige • Književnost • Kršćanstvo • Medicina • Pravo • Promet • Slikarstvo • Znanost

## Rođenja
- 28. listopada – Erazmo Roterdamski, nizozemski humanist, književnik, filolog i filozof († 1536.)

## Smrti
- 19. veljače – Ivan Gazul, hrvatski astronom, diplomat, astrolog i matematičar albanskog podrijetla

## Vanjske poveznice
|  | Zajednički poslužitelj ima još gradiva o temi 1465. |